# バウンスボール
バウンスボールとは、ゴム製の高反発ボールで、ジャグリングの道具の一つ。
バウンシングボールとも呼ばれる。ボールを床、壁等に跳ねさせて操るバウンスジャグリングに用いる。シリコン製の物はシリコンボールと呼ばれ、使いやすく、見た目も美しいが、高価である。 
ラクロスボールなど、よく跳ね返るボールならば代用できる。また、バスケットボールや、サッカーボールなど大きいボールを使うとパフォーマンス性が上がるが、ナンバーズ（ボールの数を増やすこと）には向かない。